# Karlsgårde Sø
Karlsgårde Sø er en kunstig sø nordøst for Varde i Varde Kommune. Søen leverer vand til vandkraftværket Karlsgårdeværket, der dog er under afvikling.
Søen får sit vand fra Holme Å og Varde Å gennem et ca. 17 km langt kanalsystem. På bunden findes flere nedrevne gårde, der måtte forlades ved anlæggelsen i 1921.
Fra 1960'erne begyndte søen at lugte af kemikalier og det skummede inde ved bredden. Der var således tale om, at der indtil ca. 1970 skete en forurening med kviksølvsudledninger fra Grindstedværket. Det var organiske kviksølvsforbindelser, der lå på bunden af søen, og det blev anbefalet, ikke at rode op i søbunden. Der har tidligere været  badeforbud i søen, og fiskene måtte  ikke spises, men kviksølvniveauet skulle igen være normaliseret .
De to kanaler, Ansager Kanal og Holme Kanal, er begge lukket. Ansager Kanal blev lukket i 2010, og Holme Kanal i 2021. Søen får nu kun vand fra mindre vandløb.